# بنادقة الملك الإفريقية
بنادقة الملك الأفريقية (بالإنجليزية:  King's African Rifles)‏ هو فوج متعدد الكتائب استعماري بريطاني كان يتمركز في مختلف المواقع البريطانية في شرق أفريقيا من 1902 حتى استقلال دول المنطقة في عقد 1960.